# アンナ・マティエンコ
- アンナ・マチエンコ

アンナ・マティエンコ（Анна Анатольевна Матиенко、女性、1981年7月12日 - ）は、ロシアのバレーボール選手。
ポジションはセッター。ロシア代表選出歴がある。

## 来歴
2011年、ロシア代表に初選出される。同年のボリス・エリツィン杯で3位、ワールドグランプリ2011で4位となった。
2012年、ロンドンオリンピックの代表12名に選ばれ、本大会に出場した。
2013年、モントルーバレーマスターズ、FIVBワールドグランプリではレギュラーとしてチームを牽引した。同年9月の欧州選手権で指を負傷するアクシデントがあったが、チームは12年ぶりの優勝を果たした。

## 球歴
- オリンピック - 2012年（5位）
- 欧州選手権 - 2013年（優勝）
- ワールドグランプリ - 2011年（4位）、2013年（7位）

## 所属クラブ
- ザレチエ・オジンツォボ（2000-2008年）
- ディナモ・モスクワ（2008-2012年）
- Severstal（2012-2013年）
- ディナモ・クラスノダール（2013-2014年）
- ウラロチカ・エカテリンブルク（2014-2015年）
- ディナモ・カザン（2015-2016年）
- イドマノジャウ（2016-）